# Luzenac
Luzenac je malé městečko a francouzská obec v departementu Ariège v regionu Midi-Pyrénées. V roce 2013 zde žilo 537 obyvatel.

## Sport
Ve městě působí fotbalový klub Luzenac AP.